# Wynton Marsalis
Wynton Learson Marsalis (født 18. oktober 1961 i New Orleans, Louisiana) er en amerikansk jazz og klassisk trompetist og komponist. Marsalis kom frem med Art Blakeys Jazz Messengers som 18-årig. Han er bror til Branford Marsalis.
Marsalis spiller både jazz og klassisk musik, og har spillet med bl.a. Sonny Rollins, Barbara Hendricks, Ron Carter,Herbie Hancock, Elvin Jones og Tony Williams.
Han har ledet jazzseminarer på bl.a. Lincoln Center, og komponeret to jazzballetter til Broadway. I dag leder han The Lincoln Center Orchestra, hvor han også selv spiller med.
Siden midten af 1990'erne har Marsalis været stærkt fremme i den internationale debat om jazzmusikkens fortsatte udvikling. Han har her bl.a. lagt afstand til såvel avantgarde-jazz'en som den elektriske fusions-jazz, herunder til sidstnævntes vel nok mest betydningsfulde stilskaber, trompetisten Miles Davis, som han har kritiseret for at bevæge sig på et alt for middelmådigt spilleteknisk niveau at udtrykke sig med.
Marsalis er navnlig kendt for sin egen meget sikre og særdeles virtuose instrumentbeherskelse, som han gør brug af inden for alle jazz'ens forskellige genrer. Det gælder således både inden for den moderne jazz, den symfoniske big-band jazz og den traditionelle dixieland-jazz. 
Han synes ikke at have nogen særlige intentioner om at bidrage med noget afgørende nyt og originalt til jazzmusikkens videre udvikling, men foretrækker mere på klassisk vis igennem en nyfortolkning at perfektionere og sublimere det musikalske udtryk inden for jazz'ens allerede kendte genrer på et tilstræbt meget højt instrumentelt kunstnerisk niveau.
Hans store betydning for jazzmusikken igennem navnlig de senere år, har indbragt ham adskillige priser - således hele 9 Grammys for såvel klassiske som jazzorienterede indspilninger, samt den eftertragtede særlige Pulitzer Prize for Music (1997). Verden over er han endvidere som orkesterleder blevet hædret for sit seriøse musikalske arbejde inden for både jazz og klassisk musik med adskillige æresbevisninger ved diverse universiteter og musikkonservatorier, m.v., og hvorved han bl.a. er blevet et forbillede for mange af nutidens helt unge jazzmusikere.